# John Hope, 1. Marquess of Linlithgow

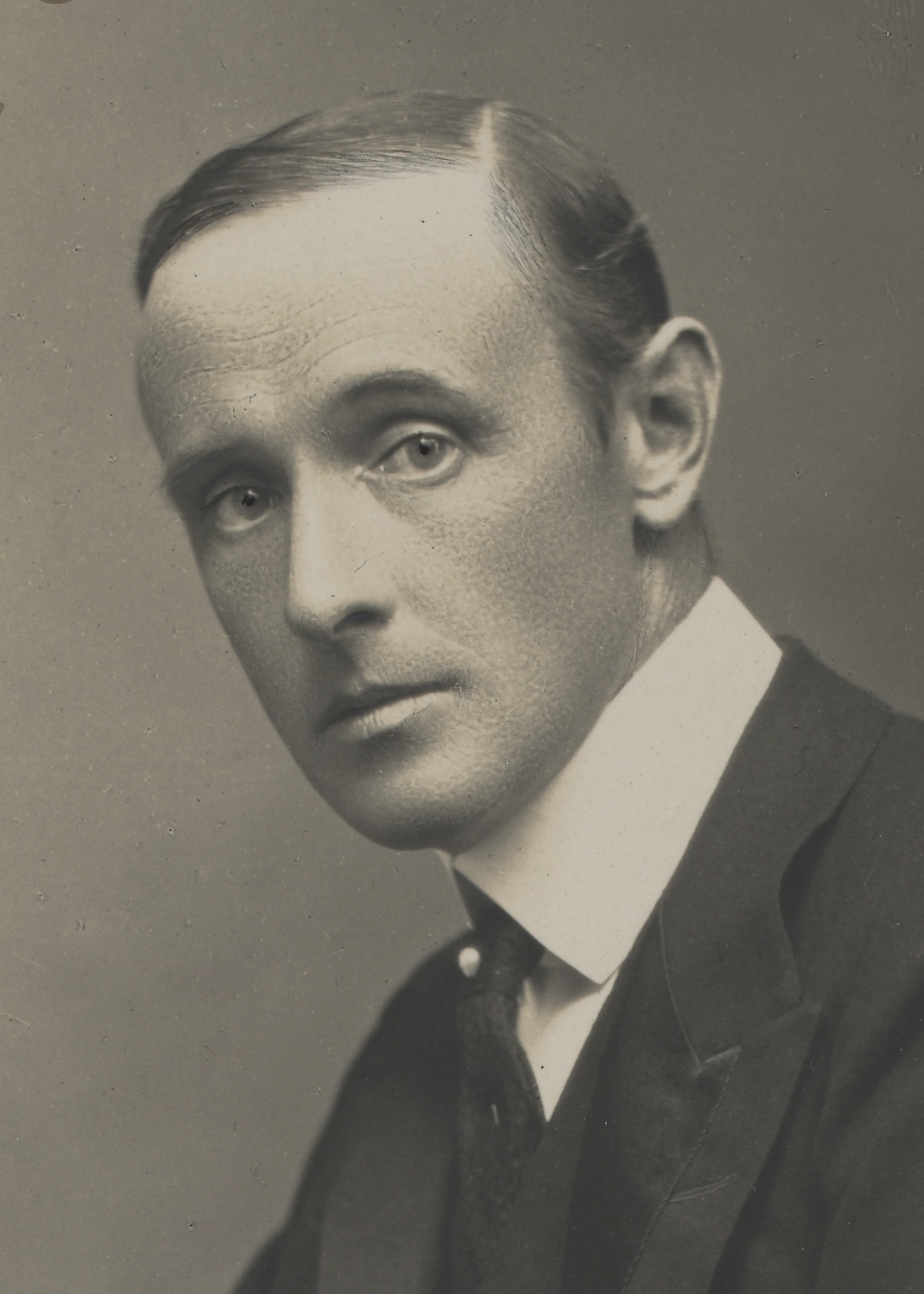
John Hope, 1. Marquess of Linlithgow, 1902

John Adrian Louis Hope, 1. Marquess of Linlithgow KT, GCMG, GCVO, PC (* 25. September 1860 in South Queensferry, West Lothian, Schottland; † 29. Februar 1908) war ein britischer Peer und der erste Generalgouverneur Australiens.

## Werdegang
John Adrian Louis Hope war der älteste Sohn von John Hope, 6. Earl of Hopetoun, aus dessen Ehe mit Ethelred Birch-Reynardson. Als Heir apparent seines Vaters führte er zu dessen Lebzeiten den Höflichkeitstitel Viscount Aithrie und erbte bei dessen Tod 1873 dessen Adelstitel als 7. Earl of Hopetoun.
Er besuchte das Eton College und die Royal Military Academy Sandhurst, die er 1879 absolvierte. 1880 trat er als Second Lieutenant der Lanarkshire Yeomanry Cavalry in die British Army ein.
Nachdem er 1881 volljährig geworden war, verfolgte er seines Armeekarriere nicht weiter, sondern widmete sich der Bewirtschaftung der ererbten Familienländereien. Zudem nahm er den mit seinen Adelstiteln verbundenen Sitz im House of Lords ein. 1881 wurde er zum Deputy Lieutenant von Linlithgowshire und 1887 zum Deputy Lieutenant von Dumfries ernannt. 1883 wurde er einer der Whips der Konservativen im House of Lords und war von Juni 1885 bis Januar 1886, sowie von August 1886 bis 1889 Lord-in-Waiting. Von 1887 bis 1889 war er Lord High Commissioner to the General Assembly of the Church of Scotland. 1888 wurde er ehrenhalber zum Lieutenant-Colonel Commandant der 4th Division der Royal Engineers ernannt.
1889 wurde er zum Gouverneur von Victoria ernannt, eine Stellung, die er bis 1895 innehatte. Nach seiner Rückkehr nach Großbritannien wurde er in den Privy Council aufgenommen. Ferner hatte er von 1895 bis 1898 das Amt des Generalzahlmeister (paymaster-general) und von 1898 bis 1900 das Amt des Lord Chamberlain inne. Die australischen Kolonien einigten sich, sich zusammenzuschließen, und bildeten vom 1. Januar 1901 den Commonwealth of Australia. Hopetouns Popularität in Victoria und seine Freundschaft mit den maßgeblichen australischen Politikern führten dazu, dass er der erste Generalgouverneur des Commonwealth wurde. Er wurde im Juli 1900 ernannt und kam am 15. Dezember in Sydney an.
Hopes unmittelbare Aufgabe war es, einen Premierminister zu ernennen, der eine Übergangsregierung (interim government) bilden und am 1. Januar 1901 sein Amt antreten sollte. Da die ersten bundesstaatlichen Wahlen nicht vor März abgehalten wurden, konnte er den gängigen Gepflogenheiten nicht folgen und einfach den Führer der Mehrheitspartei im Abgeordnetenhaus ernennen. So bot er den Posten Sir William Lyne, dem Premierminister des größten Staates, New South Wales, an.
Diese Entscheidung war mit den Protokollmodalitäten vertretbar, jedoch ignorierte er die Tatsache, dass Lyne die Federation of Australia ablehnte und dass er unbeliebt bei den führenden föderalistischen Politikern war. Alfred Deakin und andere bedeutende Politiker informierten Hope, dass sie unter Lyne nicht dienen würden. Letztendlich gab Lyne sein Amt auf und Hope schickte nach Edmund Barton, den Führer der föderalistischen Bewegung, von dem jedermann glaubte, dass er den Posten verdiene. Hope war weit verbreitet für den so genannte „Hopetoun Blunder“ kritisiert worden.

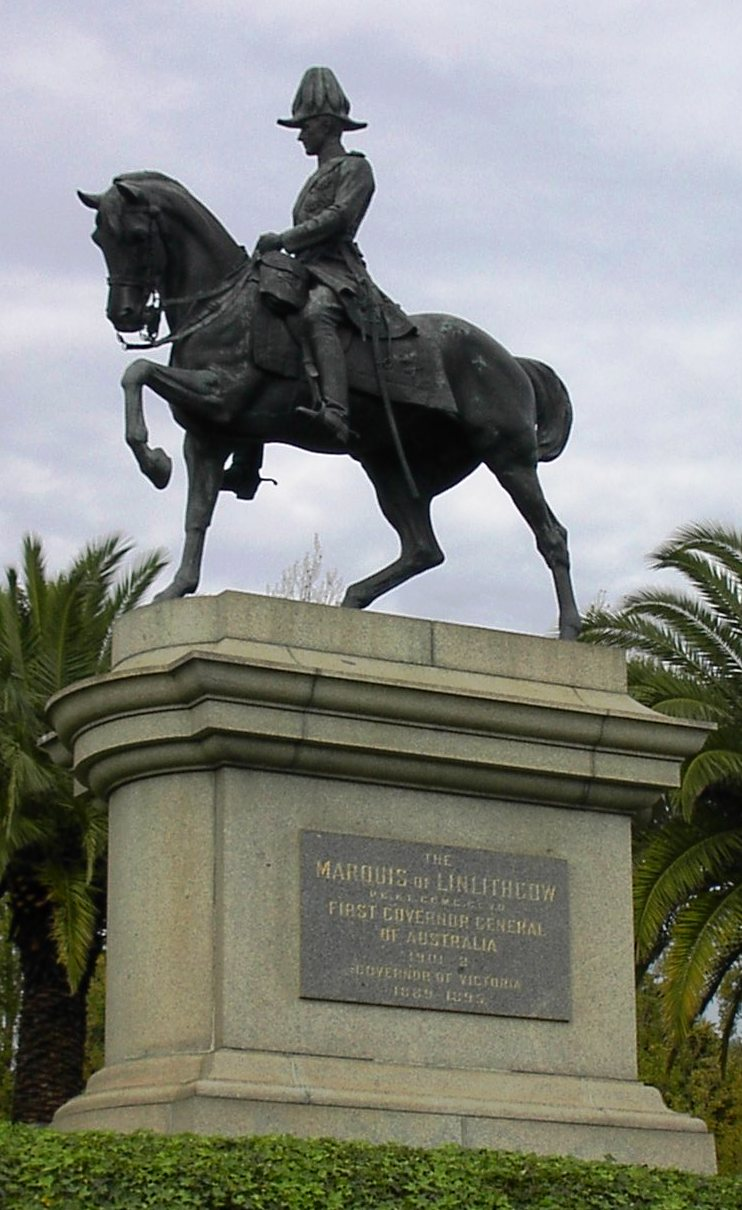
Statue von John Hope, 1. Marquess of Linlithgow, Linlithgow Avenue, Melbourne

Weitere Probleme entstanden bald. Hope hatte seinen eigenen Official Secretary, Captain Edward William Wallington, mitgebracht, der sein ganzes Kommunikationswesen mit London abwickelte. Die Australier nahmen es einem Briten übel, die Leitung über Dienstangelegenheiten zu haben. Ferner verspürten sie einen Groll gegenüber dem königlichen Pomp, auf welchem Hope in seiner tragenden Rolle bestand, und den Kosten, die dies mit sich brachte. Er hatte auch einen bedauernswerten Hang zu sprechen, als ob er neben dem Premierminister Mitherrscher von Australien war, was nicht der Auffassung der Verfasser entsprach, als sie die Verfassung entwarfen.
Es entwickelte sich eine interessante Freundschaft zwischen Lord Hopetoun und dem Melbourner Anarchisten und Gewerkschaftsvorkämpfer, John ‘Chummy’ Fleming. Im Mai 1901 protestierte Fleming hetzend auf der Prince’s Bridge gegen die Arbeitslosigkeit in Melbourne und forderte das Ende der Amtszeit des Generalgouverneurs. Hope befahl der Polizei sich nicht einzumischen, so dass diese Flemings Äußerungen bezüglich der Arbeitslosigkeit zuhören musste. Die Freundschaft hielt über diesen Zusammenstoß hinaus, auch als Hopetoun nach Großbritannien zurückkehrte. Entsprechend einigen Berichten war Hope mit dem Druck der Regierung einverstanden, die staatlichen Arbeitsprojekte zu beschleunigen.
Schließlich entstand ein Disput über die Vergütung, die dem Generalgouverneur gezahlt wurde, welche ihn befähigte zwei Amtssitze des Vizekönigs, einen in Sydney, der größten Stadt des Landes, und den anderen in Melbourne, der einstweiligen Hauptstadt, zu unterhalten. Die Rivalität zwischen New South Wales und Victoria führte dazu, dass beide, das Commonwealth und das Victorian Parlament sich weigerten, weitere Rechnungen zu bezahlen, geschweige Hope eine weitere Vergütung zu zahlen. Als Folge davon trat Hope im Mai 1902 unerwartet zurück. Im Juli 1902 verließ Hope Australien in dem Bewusstsein, in seiner historischen Rolle gescheitert zu sein. Zum Ausgleich wurde er am 23. Oktober 1902 zum Marquess of Linlithgow erhoben. Ferner war er vom Februar bis Dezember 1905 Secretary for Scotland.
John Adrian Louis Hope, 1. Marquess of Linlithgow, verstarb plötzlich am 29. Februar 1908.

## Ehe und Nachkommen
Am 18. Oktober 1886 hatte er Hon. Hersey Everleigh-de-Moleyns (1867–1937), Tochter des 4. Baron Ventry, geheiratet. Aus der Ehe gingen zwei Töchter und zwei Söhne hervor:
- Victor Alexander John Hope, 2. Marquess of Linlithgow (1887–1952) ⚭ 1911 Doreen Maud Milner († 1965), Tochter des Sir Frederick Milner, 7. Baronet;
- Lord Charles Melbourne Hope (1892–1962);
- Lady Jacqueline Alice Hope (1896–1896);
- Lady Mary Dorothea Hope (1903–1995) ⚭ 1936 Sidney Herbert, 16. Earl of Pembroke.

Während er dabei gescheitert war, die Stellung des Generalgouverneurs und Vizekönigs von Indien, die er am meisten begehrte, zu bekommen, wurde sein älterer Sohn und Titelerbe, Victor, der dienstälteste Vizekönig zwischen 1936 und 1943.

## Orden und Ehrenzeichen
- 1889: Knight Grand Cross des Order of St Michael and St George
- 1900: Knight Grand Cross des Royal Victorian Order
- 1900: Knight Companion des Order of the Thistle